# Chuck Dalton
Charles Harwood Dalton, detto Chuck (Windsor, 1º settembre 1927 – 12 gennaio 2013), è stato un cestista e giocatore di baseball canadese.

## Carriera
Dalton completò gli studi praticò vari sport a livello di high school presso il South Collegiate Institute di London in Ontario, tra i quali il football americano nel ruolo di quarterback.
Dopo il diploma intraprese gli studi in economia alla University of Western Ontario, dove divenne uno dei giocatori più importanti della squadra di basket giocando da centro. Giocò poi nel Tillsonburg Livingston (squadra della Contea di Oxford (Ontario)) vincendo il campionato nazionale amatoriale nel 1952, il che gli valse la convocazione da parte del Canada per i Giochi olimpici di Helsinki, dove giocò come guardia.
All'attività cestistica affiancò quella di giocatore di baseball: militò infatti a lungo nei London Majors, squadra canadese con sede a London.